# Наранович, Пётр Андреевич
Пётр Андреевич Наранович (1805—1858) — доктор медицины и хирургии Санкт-Петербургской медико-хирургической академии, ординарный профессор и писатель XIX века. Брат Павла Андреевича Нарановича.

## Биография
Пётр Андреевич Наранович родился в 1805 году в селе Чеплеевке Кролевецкого уезда Черниговской губернии. Окончив Черниговскую духовную семинарию, в 1824 году он поступил в Санкт-Петербургскую медико-хирургической академию. В академии Наранович активно занимался анатомией и, обратив на себя внимание своим усердием, 1 февраля 1826 года был назначен прозектором зоотомии вместо своего брата Павла Андреевича. Окончив академию, Пётр Андреевич был утверждён в этой должности и назначен ординатором при Санкт-Петербургском военно-сухопутном госпитале. 
В 1829 году Наранович получил звание штаб-лекаря, а в 1834 году — медико-хирурга и акушера. 
Защитив 13 марта 1836 года диссертацию «Calculi vesicae urinariae momenta pathologica, therapeutica nec non chirurgica», он получил степень доктора медицины и хирургии и вскоре, 8 мая 1837 года, стал экстраординарным профессором описательной анатомии в Харьковском университете; с 1838 года — ординарный профессор. При нём университетские анатомический театр и музей были наконец-то переведены в главное здание, был выстроен загородный анатомический театр. До 1853 года Наранович читал лекции по анатомии, затем перешёл на кафедру хирургии с назначением директором хирургической факультетской клиники Харьковского университета, исполняя эту должность до самой смерти. 
Также Пётр Андреевич Наранович был умелым глазным оператором, изобрёл ряд хирургических инструментов.
В 1850 году Наранович стал почётным членом Санкт-Петербургской Императорской медико-хирургической академии.
Пётр Андреевич Наранович скончался 8 мая 1858 года в Харькове.

## Публикации
Среди научных трудов Нарановича наиболее значимы следующие:
- Диссертация «Calculi vesicae urinariae, momenta pathologica, therapeutica nec non chirurgica» (1837)
- «De angulo faciei novaque ejusdem considerandi ratione» (1842)
- «Анатомо-физиологическое описание органов движения человеческого тела» (Харьков, 1850)
- «Отчеты об операциях, сделанных в хирургическом отделении клиники Харьковского университета за 1853 и 1856 гг.»
- «Ранение штуцерной пулей в глаз навылет» («Протоколы Общества Русских Врачей», 1857—1858)
- «Анатомическое описание близнецов, сросшихся головками» («Труды Общества русских врачей в Санкт-Петербурге». — VI, 334)
- «Рычаг для вправления вывихнутой челюсти и др. изобретенные инструменты», с описанием их («Труды Общества русских врачей в Санкт-Петербурге». — VI, 133)
- «Любопытный случай камня в мочевом пузыре» («Труды Общества русских врачей в Санкт-Петербурге». — VI, 217)